# 崑曲

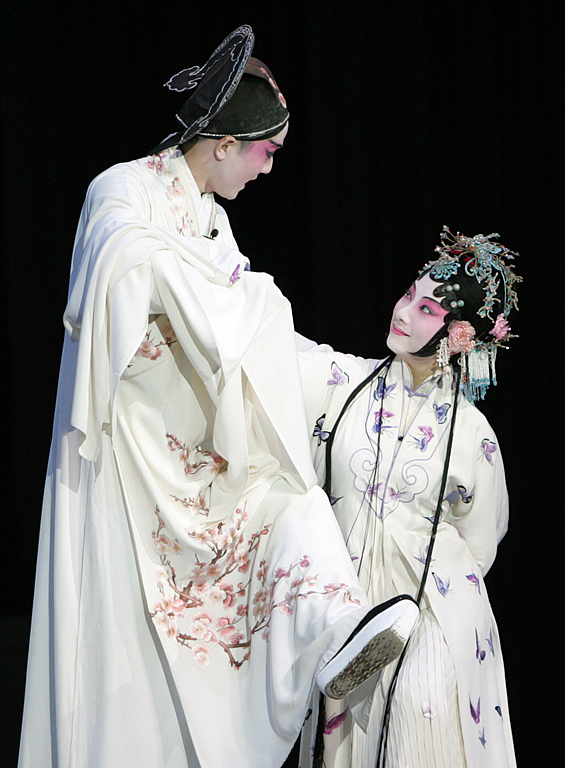
牡丹亭の一場面

崑曲（こんきょく、ピンイン：Kūnqǔ）とは、中国の伝統的な「戯曲」の1つである。元末から明初にかけて蘇州府の崑山県、つまり現在の江蘇省蘇州市で発祥した。
初めは江南地域しか流行しなっかたが、明王朝の中期になると全中国で絶大な人気を博していた。崑曲は「歌唱」を中心とし、いくつかの動作を加えて成り立つ芸術である。後世の多くの中国の演劇系の芸術にも影響を与え、とくに歌い方や衣装の面で清朝後期の「京劇」の基礎の1つとなった。このため、中国人は崑曲に「百戯の母」という称号を与えている。

## 概要
明王朝から清王朝の中期にかけての全盛期には、朝廷の貴族や官僚から農民や庶民に至るまで、幅広く愛されていた。その人気の深さを表すことわざとして、「家家收拾起、戶戶不提防」があった。これは、「家ごとに崑曲の音が聞こえると、皆が今している家事をやめ、たとえ家に潜入した泥棒でも崑曲に集中して聞き入った」という意味でああった。
京劇との最大の違いは「楽器」と「衣装」にある。崑曲では主に優雅で緩やかな「竹笛」と「古琴」が使われ、京劇で主に使用される「二胡」や「鈸」による賑やかで迫力のある音楽とは異なっている。また、崑曲は「雲鑼」や「快板」といった楽器も加えられるため、その演出スタイルは繊細で情緒豊かであり、中国では「水磨腔（みずやすりのお喋り方）」という優雅な別名もある。
崑曲の歌詞は北京語ではなく、「中州韻」と呼ばれる南京や蘇州に近い音韻で歌われている。これは「呉語」から誕生した言葉であるため、現代の中国人にとっては京劇よりも難解でありながらも、より優雅・より風流な響きを持っている。
また、崑曲には「崑劇（こんげき）」と呼ばれる派生形もあり、こちらは主に「演技」を重視しつつ、歌が必要な場面のみで崑曲の唱法を用いる。清朝中期以降、より緊張感と刺激のある京劇が崑曲に代わって主流となっていたが、崑劇は物語重視のため、京劇に取って代わられることは一度も無かった。そして、崑劇は京劇から高度な舞踊動作も取り入れており、その思想が複雑すぎて簡単な京劇で表現できない脚本や台詞は、崑劇で表現できるのが特徴的である。

## 歴史
中国の古典的な舞台演劇である戯曲の一形式、あるいは戯曲に使われる声腔（楽曲の曲調や演奏法、歌い方などの体系）の1つである。前者の意味で崑劇（こんげき）、後者の意味で崑腔（こんこう）とも言われる。現代ではもっぱら前者を指すことが多い。後者は明・清代の戯文や伝奇で用いられた。無形文化遺産保護条約の発効以前の2001年に、ユネスコによって「人類の口承及び無形遺産の傑作」の宣言を受けており、無形文化遺産に登録されることが事実上確定していたが、2009年9月の初の登録で正式に登録された。
元末明初、崑山（現・江蘇省蘇州市東部）一帯で流行した戯文の腔調を顧堅らが整理した崑山腔（こんざんこう）があったがそれを明の嘉靖年間、魏良輔がさらに弋陽腔や海塩腔の腔調、民間の曲調を取り入れることで作られた。
明の万暦以降、徐々に各地に流伝し各地で崑曲系統の地方劇が作られ、また川劇や婺劇といった地方劇の声腔として使われた。明末清初には崑腔が戯文の主流として隆盛したが、清中葉以降は徐々に衰退した。